# Linares, Jaén
Linares este un oraș din Spania, situat în provincia Jaen din comunitatea autonomă Andaluzia. Are o populație de 61.262 de locuitori (2007).